# Pont de Gueuroz
Le pont de Gueuroz est un pont en arc en béton armé situé en Suisse dans le canton du Valais. Entre 1934 et 1963 il était le pont le plus haut d'Europe.

## Histoire
Il traverse les gorges du Trient à une hauteur de 187 mètres, entre les communes de Vernayaz et Salvan et relie Salvan à Martigny. Le pont a été construit entre 1931 et 1934 et fut le détenteur pendant 29 ans du record de hauteur en Europe avant d'être détrôné par l'Europabrücke . Il a une longueur de 168,36 m. Les ingénieurs chargés du projet étaient Alexandre Sarrasin (1895-1976) pour l'étude et Richard Coray pour la réalisation. Sarrasin a réussi à résoudre les problèmes liés à la vibration et fut un pionnier dans le domaine des grandes structures en béton.

## Nouveau pont
Un nouveau pont a été construit en 1994 à côté de l'ancien ouvrage. Il a été conçu de manière à ne pas cacher l'architecture de l'ancien pont qui reste ouvert aux piétons et aux cyclistes. Le trafic routier emprunte quant à lui le nouveau pont.